# هیکارو میدوریکاوا
هیکارو میدوریکاوا (انگلیسی: Hikaru Midorikawa; ۲ مهٔ ۱۹۶۸ – ) صداپیشه اهل ژاپن بود. وی از سال ۱۹۸۸ میلادی تاکنون مشغول فعالیت بوده‌است.